# Aeropuerto Antonio Rivera Rodríguez
El Aeropuerto Antonio Rivera Rodríguez (IATA: VQS, ICAO: TJVQ, FAA LID: VQS) es un pequeño aeropuerto de uso público en la isla de Vieques en Puerto Rico un estado libre asociado a Estados Unidos. Debido a que una gran cantidad de ingresos anuales de Vieques proviene de la industria del turismo, este pequeño aeropuerto juega un papel importante en el panorama económico de Vieques. El aeropuerto ha sido durante décadas el centro de Vieques Air Link, así como una instalación de aterrizaje para una serie de pequeñas líneas aéreas. Según registros de la Administración Federal de Aviación, el aeropuerto tuvo 21.517 abordajes de pasajeros (embarques) en el año 2008, . 20.759 embarques en 2009 y 46.267 en 2010. 

## Aerolíneas y destinos

### Pasajeros
| Aerolíneas       | Destinos                                         |
| ---------------- | ------------------------------------------------ |
| Air Sunshine     | San Juan–LMM, Santo Tomás, Tórtola, Virgen Gorda |
| Cape Air         | Culebra, San Juan–LMM, Santa Cruz, Santo Tomás   |
| M&N Aviation     | Chárter: San Juan–Isla Grande                    |
| Silver Airways   | San Juan–LMM                                     |
| Vieques Air Link | Ceiba, Culebra, San Juan–Isla Grande             |

### Destinos internacionales
Se ofrece servicio a 4 destinos internacionales a cargo de 3 aerolíneas.
| Islas Vírgenes de los Estados Unidos (2 destinos, 2 aerolíneas) |                                               |                                          |
| Santa Cruz                                                      | Aeropuerto Internacional Henry E. Rohlsen     | Cape Air                                 |
| Santo Tomás                                                     | Aeropuerto Internacional Cyril E. King        | Air Sunshine / Cape Air                  |
| Islas Vírgenes Británicas (1 destino, 1 aerolínea)              |                                               |                                          |
| Tórtola                                                         | Aeropuerto Internacional Terrance B. Lettsome | Air Sunshine                             |
| Puerto Rico (1 destino, 3 aerolíneas)                           |                                               |                                          |
| San Juan                                                        | Aeropuerto Internacional Luis Muñoz Marín     | Air Sunshine / Cape Air / Silver Airways |
| Total: 4 destinos, 3 países, 3 aerolíneas                       |                                               |                                          |